# Deep Lip French
『Deep Lip French』（ディープ・リップ・フレンチ）は中山美穂の18作目のスタジオ・アルバム。1996年6月1日にキングレコードより発売された。規格品番はKICS-560。

## 概要
″唇″をテーマにしたアルバム。ロサンゼルスでレコーディングされた。
シングル「Thinking about you 〜あなたの夜を包みたい〜」を収録。「True Romance」は本作発売のおよそ1週間後にシングルカットされた。オリジナルアルバムに2曲のシングルが収録されるのは、1990年発売の『All For You』以来6年ぶりとなる。
オリコン・アルバムチャートでは、1986年発売の3rdアルバム『SUMMER BREEZE』から10年連続でトップ10入りしていたが、このアルバムで記録が途絶えた（1998年に『OLIVE』で再びトップ10入りを果たした）。
本作を引っ提げてのコンサートツアー『MIHO NAKAYAMA CONCERT TOUR '96 "Sound of Lip"』（全国32公演）が行われた。

## 収録曲
| #         | タイトル                                        | 作詞               | 作曲         | 編曲                 | 時間  |
| --------- | ----------------------------------------------- | ------------------ | ------------ | -------------------- | ----- |
| 1.        | 「True Romance」                                | 小竹正人           | 井上ヨシマサ | 溝口肇               | 4:13  |
| 2.        | 「♡ Smoke」                                     | 中山美穂・小竹正人 | MAYUMI       | MAYUMI               | 4:06  |
| 3.        | 「Spiritual Kisses」                            | 中山美穂           | 渡辺美佳     | 久保寛一郎・渡辺美佳 | 3:09  |
| 4.        | 「Angel」                                       | 中山美穂・小竹正人 | Maria        | 溝口肇               | 4:30  |
| 5.        | 「不意のKiss」                                  | Maria              | Maria        | 溝口肇               | 4:39  |
| 6.        | 「It's More」                                   | 中山美穂・小竹正人 | 井上ヨシマサ | 入江純               | 5:31  |
| 7.        | 「ライカスタ」                                  | 中山美穂           | 井上ヨシマサ | 入江純               | 5:18  |
| 8.        | 「Sometimes」                                   | 小竹正人           | CINDY        | 新川博               | 5:09  |
| 9.        | 「Rain Ring」                                   | 中山美穂           | Maria        | 溝口肇               | 6:09  |
| 10.       | 「Sound of Love」                               | 中山美穂・渡辺美佳 | 渡辺美佳     | 高浪敬太郎           | 5:18  |
| 11.       | 「Thinking About You 〜あなたの夜を包みたい〜」 | Maria              | Maria        | 溝口肇               | 4:50  |
| 合計時間: | 合計時間:                                       | 合計時間:          | 合計時間:    | 合計時間:            | 53:09 |

### 曲解説
1. True Romance
  - 本作発売の6日後にシングルカットされた。
2. ♡ Smoke
3. Spiritual Kisses
4. Angel
  - 「Thinking about you 〜あなたの夜を包みたい〜」のカップリング曲。
5. 不意のKiss
  - 「True Romance」のカップリング曲。
6. It's More
7. ライカスタ
8. Sometimes
9. Rain Ring
10. Sound of Love
11. Thinking About You 〜あなたの夜を包みたい〜
  - 日本テレビ系『NNNきょうの出来事』エンディングテーマ。

## 再発盤
- 2015年10月14日 - CD（廉価盤 KICS-3278）[2]
2015年リマスタリング仕様で「30th Anniversary Original Album Collection」として、これまでにリリースしたアルバムのうち25作品が同日再発売された[3]。